# جيمس بوسلي نويل وايت
جيمس بوسلي نويل وايت (بالإنجليزية: James Bosley Noel Wyatt)‏ هو مهندس معماري أمريكي، ولد في 1847، وتوفي في 1926.